# Torrent Morer
El Torrent Morer és un afluent per l'esquerra de la Rasa del Fornell el curs del qual transcorre íntegrament pel terme municipal de Navès.

## Xarxa hidrogràfica
La xarxa hidrogràfica del Torrent Morer està integrada per un total de 7 cursos fluvials. A banda del corrent principal, 5 són tributaris de 1r nivell de subsidiarietat i 1 ho és de 2n nivell.
La totalitat de la xarxa suma una longitud de 5.512 m. que transcorren íntegrament pel terme municipal de Navès.